# 赤堀川 (茨城県)
赤堀川（あかほりがわ）は、茨城県古河市中田から同県猿島郡境町へ東に流れる現在の利根川の河道の一部の旧称である。茨城県古河市（北岸）と同県五霞町（南岸）との境を流れる。河道長は約7km。
江戸時代に江戸の水運を目的とし開削され、利根川から分水し常陸川（香取海を経て銚子・太平洋へ繋がる）の上流部へ流し水量を増強した。備前堀とも呼ばれた。

## 概要
徳川家康江戸入府後、利根川東遷事業が始まり、元和7年（1621年）には新川通が開削された。利根川の本流は加須市旗井（久喜市栗橋の北1km）で渡良瀬川と合流し、権現堂川を通り太日川（江戸川）を流れることとなり、合わせて栗橋付近の平常水位を上げることに成功した。
同年より赤堀川の掘削が始まり、意図として上記のすぐ下流点から分水し常陸川へ流すことで、渇水期でも一定の流量を確保し、安定した水運を可能にし、銚子から境町・関宿まで常陸川を遡行できるようにさせる目的があった。舟の行き来に必要な水量を流せば十分であり、大規模な掘削の意図はなかった。
しかし、古河市南部の大山沼（向堀川）と釈迦沼（女沼川）との間の分水嶺をなしていた洪積台地（猿島台地、関東ローム層）の微高地を掘削する必要があり、その後の寛永12年（1635年）の増削工事でも掘削量が不足し、常時通水を得るには至らなかった。なおこの間に、赤堀川への水量増強を意図して、五霞町川妻の南を通る佐伯堀（権現堂川の水を利用）の開削も行っている。
承応3年（1654年）、さらに増削し、赤堀川から必要な水量を通年で通水させ常陸川へ流すことに成功した。この時の川幅はおよそ10間（18メートル）だった。これにより銚子から常陸川・赤堀川を遡り、栗橋から権現堂川・江戸川を経由し江戸へと至る安定した水運路が成立した。
寛文5年（1665年）、権現堂川・江戸川と赤堀川・常陸川とをつなぐ逆川が開削され、関宿から江戸川へのショートカットの水路が開かれ、水運路の整備がほぼ完成した。
その後、浅間山噴火による土砂堆積などの問題に対する治水の目的で、文化6年（1809年）と明治4年（1871年）の2度にわたって行われた赤堀川拡幅を行い、利根川の水の大半が常陸川方面に流れるようになり、赤堀川は事実上利根川の本流が流れることとなった。昭和3年（1928年）に権現堂川が廃されて以降は、かつての赤堀川・常陸川筋が完全に利根川の本流となっている。